# Hans Fischer (Ethnologe)
Hans Fischer (* 14. Dezember 1932 in Grottkau/Oberschlesien; † 16. August 2019) war ein deutscher Ethnologe. Er war von 1967 bis 1998 ordentlicher Professor für Ethnologie am Institut für Völkerkunde der Universität Hamburg, leitete von 1967 bis 1971 das Museum für Völkerkunde Hamburg und bekleidete von 1973 bis 1975 das Amt des Vorsitzenden der Deutschen Gesellschaft für Völkerkunde.

## Leben
Nach dem Besuch der Hermann-Lietz-Schule Spiekeroog studierte Hans Fischer von 1951 bis 1956 Völkerkunde bei Franz Termer in Hamburg. Nach seiner 1956 erfolgten Promotion zum Dr. phil. mit einer 1958 veröffentlichten Arbeit über Schallgeräte in Ozeanien arbeitete er am Hamburger Völkerkundemuseum zunächst als Volontär. 1958 folgte ein erster Feldforschungsaufenthalt in Neuguinea, dem sich später weitere anschlossen. Seit 1959 Assistent bei Thomas Barthel in Tübingen, habilitierte er sich dort 1963. Fischer wurde 1967 zum Direktor des Hamburger Museums für Völkerkunde und zugleich als ordentlicher Professor für Völkerkunde und Leiter des Seminars für Völkerkunde auf den Lehrstuhl des Ethnologischen Instituts der Universität Hamburg berufen. Wegen der zunehmenden Arbeitsbelastung verzichtete er 1971 auf die Leitung des Völkerkundemuseums und konzentrierte sich ganz auf seine Aufgaben an der Universität. Bis zu seiner Emeritierung im Jahr 1998 baute Hans Fischer das Hamburger Institut zu einer der größten ethnologischen Lehr- und Forschungsstätten in Deutschland aus.

## Werke
Durch seine bereits 1958 begonnenen Feldforschungen bei den Wampar am Mittellauf des Markham River in der Morobe-Provinz des heutigen Papua-Neuguinea, die sich über vier Jahrzehnte hinstreckten, konnte Hans Fischer eine der vollständigsten Dokumentationen über die traditionellen Lebensformen sowie den kulturellen, sozialen und ökonomischen Wandel einer melanesischen Stammesgesellschaft in der deutschsprachigen Ethnologie vorlegen. Musikethnologie, Religionsethnologie und Geschichte der Ethnologie sind weitere Spezialgebiete des Fachs, zu denen er wichtige Beiträge lieferte. Seine Untersuchungen über das Verhältnis von Ethnologie und deutschem Kolonialismus wie auch zu Ethnologie und Nationalsozialismus gelten als Pionierarbeiten. Seine Forschungen zu den Wampar werden fortgeführt von seiner Ehefrau Bettina Beer, die seit 2008 Ordinaria für Ethnologie an der Universität Luzern ist.

## Bibliographie
- Schallgeräte in Ozeanien. Bau und Spieltechnik – Verbreitung und Funktion (= Sammlung musikwissenschaftlicher Abhandlungen. Band 36). Verlag Heitz, Baden-Baden 1958; zugleich Philosophische Dissertation Hamburg 1956.
- Watut. Notizen zur Kultur eines Melanesier-Stammes in Nordost-Neuguinea (= Kulturgeschichtliche Forschungen. Band 10, ZDB-ID 525525-9). Limbach, Braunschweig 1963.
- Studien über Seelenvorstellungen in Ozeanien. Klaus Renner, München 1965; zugleich Habilitationsschrift Hamburg 1963.
- Negwa. Eine Papua-Gruppe im Wandel. Klaus Renner Verlag, München 1968.
- Gabsongkeg ’71. 1975.
- Wampar. 1978.
- Die Hamburger Südsee-Expedition. Über Ethnographie und Kolonialismus. Syndikat, Frankfurt am Main 1981, ISBN 3-8108-0187-9.
  - Neuausgabe: Die Hamburger Südsee-Expedition. Über Ethnographie und Kolonialismus. Mit einem Vorwort von Bettina Beer, Berenberg, Berlin 2022, ISBN 978-3-949203-27-5.
- Völkerkunde im Nationalsozialismus: Aspekte der Anpassung, Affinität und Behauptung einer wissenschaftlichen Disziplin. Dietrich Reimer, Berlin 1990, ISBN 3-496-00387-1.

- als Herausgeber: Materialien zur Kultur der Wampar, Papua New Guinea. 8 Bände. Dietrich Reimer, Berlin 1992–2002;
  - Band 1: als Autor: Weiße und Wilde. Erste Kontakte und Anfänge der Mission. 1992, ISBN 3-496-00437-1;
  - Band 2: als Autor: Geister und Menschen. Mythen, Märchen und neue Geschichten. 1994, ISBN 3-496-02546-8;
  - Band 3: als Autor: Der Haushalt des Darius. Über die Ethnographie von Haushalten. 1996, ISBN 3-496-02591-3;
  - Band 4: als Autor mit Walter Schulze und Hartmut Lang: Geburt und Tod. Ethnodemographische Probleme, Methoden und Ergebnisse. 1997, ISBN 3-496-02615-4;
  - Band 5: als Autor: Protokolle, Plakate und Comics. Feldforschung und Schriftdokumente. 1998, ISBN 3-496-02637-5;
  - Band 6: Rita Kramp: Familienplanung in Gabensis. Fertilitätswandel aus ethnographischer Sicht. 1999, ISBN 3-496-02684-7 (Zugleich: Hamburg, Universität, Dissertation, 1998);
  - Band 7: als Autor: Wörter und Wandel. Ethnographische Zugänge über die Sprache. 2000, ISBN 3-496-02693-6;
  - Band 8: als Autor: Gräber, Kreuze und Inschriften. ein Friedhof in Neuguinea. 2002, ISBN 3-496-02679-0.
- Randfiguren der Ethnologie. Gelehrte und Amateure, Schwindler und Phantasten (= Kulturanalysen. Bd. 5). Dietrich Reimer, Berlin 2003, ISBN 3-496-02748-7.
- Geist frisst Kind. 26 Versionen einer Erzählung. Dietrich Reimer, Berlin 2006, ISBN 3-496-02789-4.